# بحر المطرد
بَحْرُ المُطَّرِدِ أو بَحْرُ المُشَاكِلِ هو بحر مهمل من بحور دائرة المشتبه التي تحوي السَّرِيع والمُنْسَرِح والخَفِيف والمُضَارِع والمُقْتَضَب والمُجْتَثّ، ووزنه «فَاْعِ لَاتُنْ مَفَاْعِيلُنْ مَفَاْعِيلُنْ» مرّتين. وهو كبَحْرِ المُنْسَرِد، مقلوب بحر المُضَارِع.

## الأوزان
وزن بحر المُطَّرِدِ:
ويمكن أن يستعمل مجزوءًا.

## الزحافات
أنواع الزحاف فيه:
1. القبض
2. الكف

## الأعاريض والضروب
- العروض (مَفَاعِيلُنْ) لها ضربان:[2]

1. صحيحة (مَفَاعِيلُنْ)
2. مقبوضة (مَفَاعِلُنْ)

## أمثلة
قال بعض المولّدين:
وقال آخر: